# Cumberland University
Die Cumberland University ist eine Privatuniversität im US-Bundesstaat Tennessee. Sie wurde im Jahre 1842 gegründet, die jetzigen Gebäude entstanden allerdings zwischen 1892 und 1896.

## Geschichte
Die Universität wurde von der Cumberland Presbyterian Church gegründet. 1843 erhielt sie ihre Satzung vom Bundesstaat Tennessee. Die Cumberland Presbyterian Church gründete außerdem 1852 (zehn Jahre nach dem Bau) die juristische Fakultät, welche die erste in Tennessee war. 1854 bekam die Universität auch eine theologische Fakultät.
Die ursprünglichen Gebäude wurde von dem Architekten William Strickland entworfen. Darunter befanden sich die Fakultäten für Kunst, Rechtswissenschaften und Theologie. Während des Amerikanischen Bürgerkrieges wurden diese allerdings von der Union Army zerstört.
Ebenso wie nahezu alle anderen privaten Universitäten machte auch die Cumberland University während der Wirtschaftskrise in den USA ab 1929 eine schwere Zeit durch. Nach dem Zweiten Weltkrieg wechselten in kürzester Zeit eine Vielzahl an Sponsoren und Bildungsprogrammen. Im Frühjahr 1946 übernahm die Tennessee Baptist Convention die Leitung der Hochschule. 1951 wurde das College of Arts and Sciences, welches die Fakultäten für Kunst und Theologie mit umfasste, geschlossen. Es blieb nur noch die School of Law. 1956 wechselte die bislang staatliche Hochschule ihren Status und wurde zur Privatuniversität. Das College of Arts and Sciences wurde erneut eröffnet. Auch bekannt ist diese Fakultät als das Cumberland College of Tennessee. Die Studiendauer wurde von vier auf zwei Jahre verkürzt, die Universität also zu einer so genannten Junior-Universität degradiert. Die School of Law wechselte im Jahr 1962 zur Samford University in Birmingham (Alabama). 1982 wurde das akademische Programm erweitert, so dass das Cumberland College erneut ein vierjähriges Studienpaket anbot. Dies führte dazu, dass die Cumberland University wieder zu ihrem alten Namen gelangte.
Die Cumberland University ist davon überzeugt, dass eine breit angelegte Ausbildung, die auf den liberal Arts basiert, das beste Fundament für ein lebenslanges Lernen sei. Unter den Absolventen befinden sich 14 Gouverneure, über 80 Mitglieder des Kongresses, zwei Richter des Supreme Court of the United States sowie drei Botschafter der Vereinigten Staaten.

## Zahlen zu den Studierenden und den Dozenten

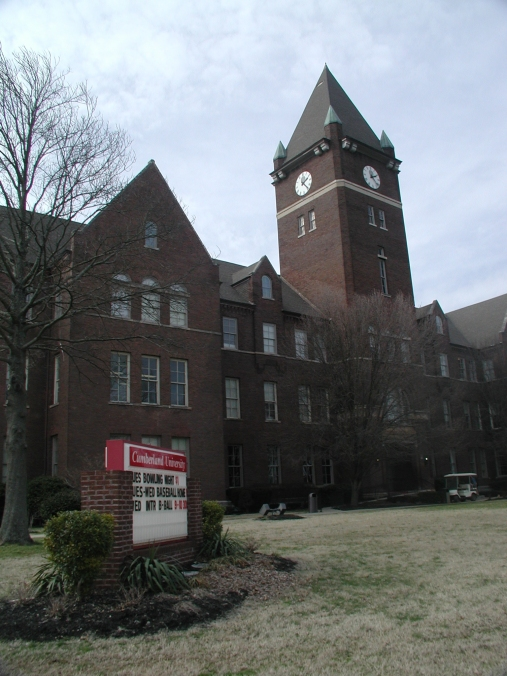
Gebäude der Cumberland University

Im Herbst 2020 waren 2.704 Studierende an der Cumberland-Universität eingeschrieben. Davon strebten 2.397 (88,6 %) ihren ersten Studienabschluss an, sie waren also undergraduates. Von diesen waren 59 % weiblich und 41 % männlich; 2 % bezeichneten sich als asiatisch, 10 % als schwarz/afroamerikanisch, 5 % als Hispanic/Latino und 60 % als weiß. 307 (11,4 %) arbeiteten auf einen weiteren Abschluss hin, sie waren graduates. Es lehrten 190 Dozenten an der Universität, davon 79 in Vollzeit und 111 in Teilzeit.
2011 waren 1.345 Studierende eingeschrieben. 

## Bekannte Absolventen
- Cordell Hull (1871–1955), Außenminister der Vereinigten Staaten unter Präsident Franklin D. Roosevelt von 1933 bis 1944
- Thomas Gore (1870–1949), US-Senator für Oklahoma, 1907–1921; 1931–1937
- Frank G. Clement (1920–1969), Gouverneur von Tennessee, 1954–1959; 1963–1967
- Chris Smith, MLB-Spieler für die Baltimore Orioles, 2001
- Wright Patman (1893–1976), Kongressabgeordneter für Texas, 1929–1976
- John Bell (1797–1869), Politiker in Tennessee